# 伊勢電気鉄道デハニ131形電車
伊勢電気鉄道デハニ131形電車（いせでんきてつどうデハ131がたでんしゃ）は伊勢電気鉄道が1927年に導入した、制御電動車形式の電車である。のちに関西急行鉄道に引き継がれモニ5131形となり、後年荷物室の撤去によりモ5131形となった。保有企業の合併・改名により、運行を終了した時点では近畿日本鉄道に所属していた。

## 概要
1926年に電化した伊勢電気鉄道が、電化後の利用者増大を受けて増備した車両である。1927年7月に日本車輌製造（日車）で2両(デハニ131・132)が製造された。

## 車体
15 m級車体を持つ半鋼製車であり前面貫通形、シングルルーフであるが車内は小さなモニタ式天井、窓配置は1D9D1D1となっており、のちに製造されたモニ231形を一回り小さくしたような形となっている。車内はロングシートとなっており手動扉、また両運転台車となっている。車体の塗装は当初あずき色であったが、関西急行鉄道に合併された際に緑色になっている。その後1959年ごろからは近鉄マルーンになった。

## 主要機器
主要機器については同じく日車で製造されたデハ121形と同様で、主電動機はK7-653Aで48 kWのものを4基、吊り掛け式で装架している。制御器も同一のHL形でありブレーキは非常直通ブレーキを採用した。台車も同じく日車のD形である。集電装置(パンタグラフ)はMB-S514を搭載している。

## 改造・改番
伊勢電気鉄道を合併した参宮急行電鉄は、1941年に関西急行鉄道に改組した。この時に改番が行われデハニ131形はモニ5131形となった。
デハニ131形デハニ131 - 132 → モニ5131形モニ5131 - 5132
その後1955年に更新修繕を受け、片方の運転台と荷物室を撤去した。また雨樋と乗務員室扉を設置し窓配置がd2D8D3となりモ6301形を片運転台化して一回り小さくしたようなスタイルとなった。足回りについても、制御器をABN形に、ブレーキをA動作弁の自動空気ブレーキに交換しMGを新たに装備した。これによりモ5131形に形式変更された。
モニ5131形モニ5131 - 5132 → モ5131形モ5131 - 5132
また時期は不明ながら手動扉から自動扉になっている。

## 運用・廃車
伊勢電気鉄道本線において運用され、合併後も名古屋線系統で使用された。当初は単行運転だったがクニ5431が入ってからは同車と編成を組んでいた。1959年の名古屋線改軌では対象外となり養老線に転属、1974年に廃車となっている。